# Kommunicerande kärl

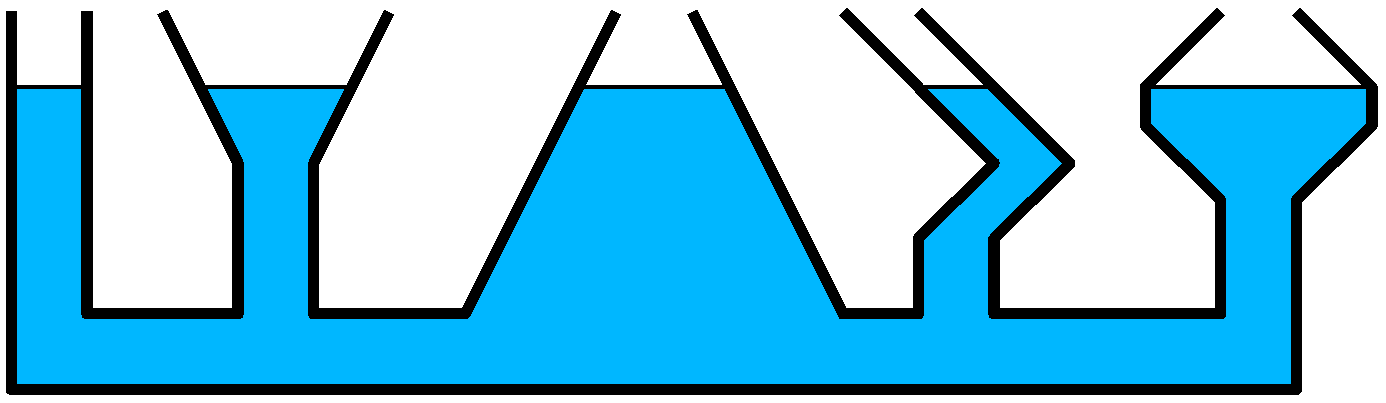
Kommunicerande kärl

Kommunicerande kärl

Kommunicerande kärl är två eller fler kärl som står i förbindelse med varandra, samt i sin övre ände är öppna mot samma atmosfärstryck. Principen för kommunicerande kärl har med tryck och densitet att göra. Det visar sig att om man fyller ett kärl med t.ex. vatten kommer vattennivån i alla andra kärl som är förbundna med det första att stå på exakt samma höjd som i det första kärlet. Det spelar ingen roll om kärlen befinner sig på olika höjd eller har olika form. Vattennivån blir densamma i alla fall. Detta fenomen är mycket användbart i många sammanhang. 
Ett exempel på utnyttjandet av kommunicerande kärl är vattentorn som placeras på en hög höjd och förser andra byggnader med vatten genom det tryck som uppstår i vattenledningarna. En lägenhet i ett höghus får dock inte befinna sig på högre höjd än vattentornet. Då kommer vattennivån inte att räcka upp till den lägenheten. I så fall får man använda sig av en pump. Trycket i ledningarna blir större ju längre ned under vattentornets nivå man kommer.